# Blajova, Timiș
Blajova este un sat în comuna Nițchidorf din județul Timiș, Banat, România. Aparține comunei Nițchidorf.

## Localizare
Localitatea este situată în sud-estul județului Timiș, în Câmpia Gătaiei, la o altitudinea medie de 113 metri, pe malul drept al râului Pogăniș. Mărginește zona protejată "Lunca Pogănișului". Este relativ izolată, departe de marile căi de comunicație. Singura legătură a satului este un drum comunal care leagă Blajova de centrul comunei, satul Nițchidorf (3 km la est) și de drumul județean 592A 6 km la sud.

## Istorie
Blajova a fost atestată documentar în 1401. În Evul Mediu a devenit proprietatea familiei nobiliare românești Dănești. În 1717 numele său era Blaschevo iar în 1761 Plascova. A fost colonizată de nemți (șvabi) în 1785. S-a numit și Blăjeni (1924-1925). În 1935, satul avea 427 locuitori.

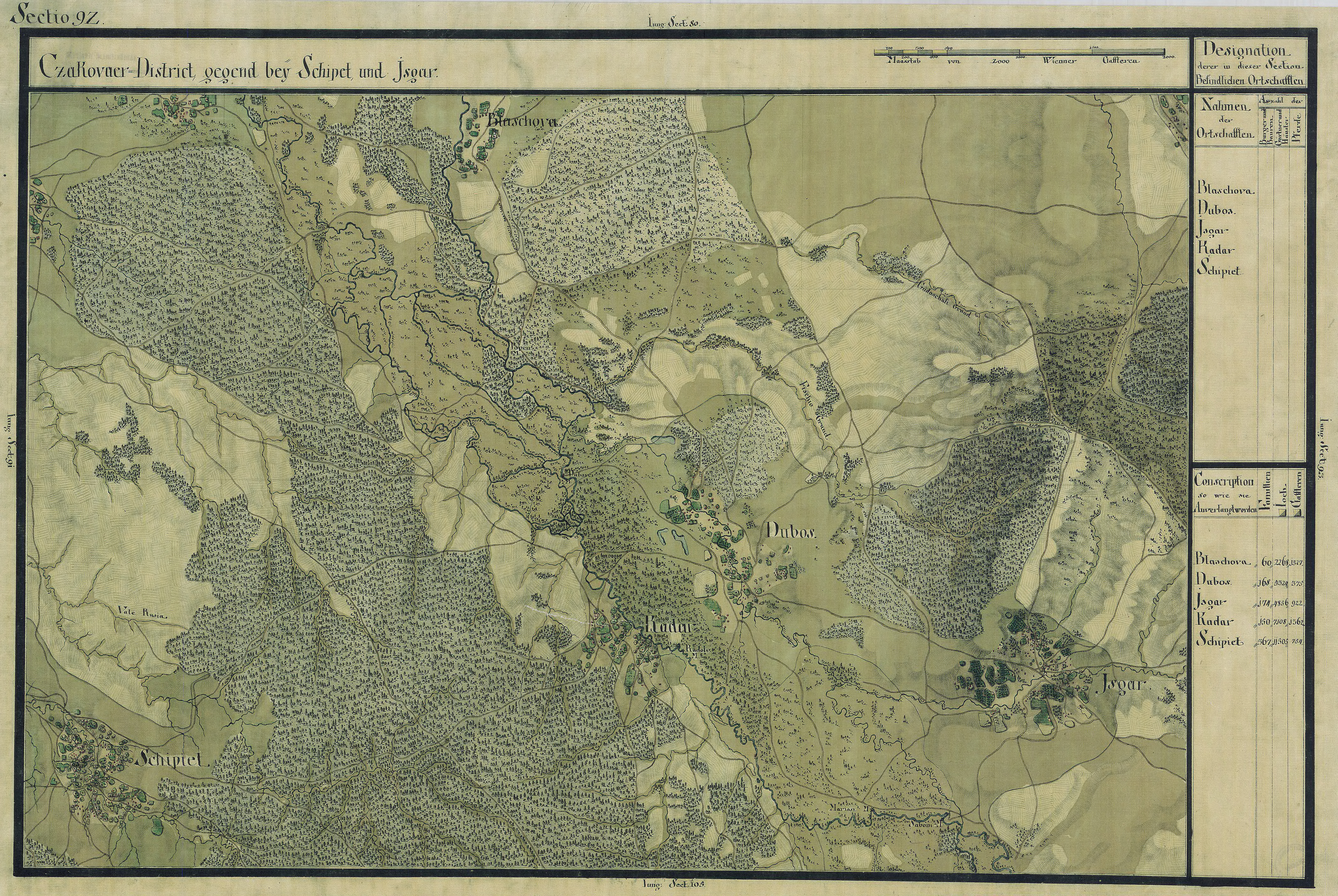
Blajova în Harta Iosefină a Banatului, 1769-72